# Ārmūdāq
Ārmūdāq (persiska: آرموداق) är en ort i Iran.   Den ligger i provinsen Östazarbaijan, i den nordvästra delen av landet, 400 km nordväst om huvudstaden Teheran. Ārmūdāq ligger 1 718 meter över havet och antalet invånare är 943.
Terrängen runt Ārmūdāq är huvudsakligen kuperad. Ārmūdāq ligger nere i en dal. Runt Ārmūdāq är det ganska glesbefolkat, med 38 invånare per kvadratkilometer. Ārmūdāq är det största samhället i trakten. Trakten runt Ārmūdāq består i huvudsak av gräsmarker.